# Pavel Kogan (poeta)
Pável Davídovich Kogan (en ruso: Па́вел Дави́дович Кога́н; nacimiento 7  de julio de 1918, Kiev –  muerte 23 de septiembre de 1942, cerca de Novorosíisk) fue un poeta soviético judío que murió luchando, como soldado, en la Segunda Guerra Mundial.

## Biografía
A los cuatro años, en 1922, Pável y su familia abandonaron Kiev para establecerse en Moscú. Después de completar sus estudios secundarios ingresó en el Instituto de Filosofía, Literatura e Historia de Moscú, donde después de tres años continuó sus estudios hasta 1941 en el Instituto de Literatura Maksim Gorki.
Kogan recorrió dos veces Rusia central y participó en una expedición geológica a Armenia durante la cual se enteró de que la Gran Guerra Patria había comenzado. Regresó a Moscú e intentó unirse al ejército, pero fue rechazado debido a su mala salud.  Sin dejarse afectar por ello, terminó una serie de cursos y se convirtió en intérprete militar. En 1942, Pável recibió un disparo mientras dirigía una misión de reconocimiento en Novorosíisk, muriendo a la edad de 24 años.
Todos sus poemas fueron publicados a título póstumo. Se hicieron famosos durante el deshielo de Jrushchov, principalmente debido a una canción popular llamada "Brigantina" (1937) que fue escrita usando sus versos.